# Ossi Eckmüller
Oskar „Ossi“ Eckmüller (* 21. Januar 1930 in Schöllnach; † 31. Dezember 1992 in Hausham) war ein deutscher Volksschauspieler und Regisseur.

## Leben
Aufgewachsen ist Eckmüller mit zwei Brüdern und fünf Schwestern in Rieden, besuchte in Schöllnach die Schule. Der gelernte Schreiner entdeckte seine Liebe zum Theater bei der Schöllnacher Theatergruppe. 
Den 1. Auftritt hatte er als 17-jähriger in dem Stück „S ́Lieserl vom Schliersee“, Pfingsten 1947. Im Alter von 23 Jahren holte Otto H. 
Lindner, Chef des Tegernseer Volkstheaters, ihn an die Bühne im Oberland.
Eckmüller, verheiratet mit Luise Stallinger, die am gleichen Theater engagiert war, war ein gefragter Mann. Zahlreiche Komödienstadl, 
Hör- und Fernsehspiele, Engagements am Deutschen Theater in München und am Stadttheater in Ingolstadt sowie an der Kleinen Komödie in 
München folgten.
Er trat auch als Sänger und Bühnenregisseur in Erscheinung und ist einem breiten Publikum durch zahlreiche Auftritte im bayrischen 
Fernsehen bekannt geworden. So etwa auch durch seine Mitwirkung im Komödienstadel, Königlich Bayerisches Amtsgericht, 
Meister Eder und sein Pumuckl, Tatort, Weißblaue Geschichten und in der Serie Zur Freiheit.
Eckmüller starb kurz vor seinem 63. Geburtstag am Silvester-Tag 1992 in seiner Wohnung in Hausham.

## Filmografie (Auswahl)
- 1961–1990: Der Komödienstadel
  - 1961: Der Zigeunersimmerl
  - 1967: Der verkaufte Großvater
  - 1967: Krach um Jolanthe
  - 1969: Das Wunder des heiligen Florian
  - 1970: Alles für die Katz
  - 1971: Der Ehestreik
  - 1975: Thomas auf der Himmelsleiter
  - 1977: St.Pauli in St.Peter
  - 1979: Der Geisterbräu
  - 1984: Liebe und Blechschaden
  - 1984: Doppelte Moral
  - 1985: Politik und Führerschein
  - 1986: Der Nothelfer
  - 1986: Glück mit Monika
  - 1986: Das Prämienkind
  - 1989: Der brave Sünder
  - 1990: Die hölzerne Jungfrau

- 1969: Der Attentäter
- 1969–1972: Königlich Bayerisches Amtsgericht (Fernsehserie, 6 Folgen)
- 1974: Tatort: 3:0 für Veigl
- 1979: Schluchtenflitzer
- 1979: Die Undankbare
- 1979–1988: Der Millionenbauer (Fernsehserie, 4 Folgen)
- 1979: Die Protokolle des Herrn M. (Fernsehserie, 7 Folgen)
- 1982: Tatort: Tod auf dem Rastplatz
- 1983: Tatort: Miriam
- 1982: Fünf letzte Tage
- 1984: Polizeiinspektion 1 - Leni
- 1985: Franz Xaver Brunnmayr (Fernsehserie, eine Folge)
- 1986–1991: Weißblaue Geschichten (Fernsehserie, 4 Folgen)
- 1988: Meister Eder und sein Pumuckl (Fernsehserie, Folge Das Segelboot)
- 1990: Das schreckliche Mädchen
- 1987: Zur Freiheit (Fernsehserie, eine Folge)
- 1988–1992 Die zweite Heimat (Fernsehserie, 2 Folgen)
- 1992: Chiemgauer Volkstheater
  - Herz am Spieß
  - Jedem die Seine
  - Kein Auskommen mit dem Einkommen
  - Das Prämienkind
- 1993: Der Pfandlbräu
- 1993: Ora et labora